# Skandinaviska Kriminalsällskapet
De Skandinaviska Kriminalsällskapet (SKS) is een Scandinavische onafhankelijke regionale organisatie binnen de Asociación Internacional de Escritores Policíacos (AIEP), de internationale vereniging van misdaadschrijvers.
De SKS werd op 12 mei 1991 opgericht in Krogerup, Denemarken. De leden zijn schrijvers uit Noorwegen, Zweden, Denemarken, IJsland en Finland die een belangrijke bijdrage hebben geleverd voor het misdaadgenre. In het voorjaar van 2006 werd de vereniging gereorganiseerd, zodat deze nu dienst doet als overkoepelend orgaan van de verschillende nationale verenigingen van misdaad- en detectivelectuur.

## Doelstellingen
De doelstellingen volgens de statuten:
1. Consolidatie van de Scandinavische samenwerking op het gebied van misdaadliteratuur.
2. Informatie over misdaadfictie uitwisselen tussen de lidstaten van de Scandinavische landen.
3. Er voor zorgen dat misdaadfictie uit andere landen van de AIEP via vertalingen beschikbaar wordt in de Scandinavische landen.
4. De kennis van Noordse misdaadschrijvers en hun werken verspreiden buiten de regio.

## Glazen Sleutel
Sinds 1992 wordt door de vereniging jaarlijks de Glazen Sleutel uitgereikt voor de beste misdaadroman van een Deens, Fins, IJslands, Noors of Zweeds schrijver.